# TEE (歌手)
TEE（ティー、1982年11月26日 - ）は日本の男性シンガーソングライターである。

## 経歴
広島市安佐南区出身。16歳からボクシングを始め、広陵高等学校、法政大学時代に通算6度の国体出場。大学時代にはアテネオリンピック候補選手として日本代表の合宿にも参加するなど実績を残し将来はプロ・ボクサーを目指すものの大学3年のときに肘と肩の怪我で断念。
大学卒業後の2005年秋、カナダのトロントに留学。地元の子供にボクシングを教える傍ら、たまたま遊びに行ったクラブで3000人の客を熱狂させるDJの姿に感動。自分もステージに立ちたいという想いを募らせ、その後毎週クラブに通い詰める中で徐々に音楽仲間も増え、毎日路上でジャムやセッションを繰り広げるなか自らもマイクを握るようになる。そんなとき公園で出会った、とあるミュージシャンの自宅スタジオに誘われ、ピアノで弾き語りで演奏されたデズリーの「ユー・ガッタ・ビー」に感動。それが「ユー・ガッタ・ビー」の作曲者であるAshley Ingramその人であることを知る。トロントでの1年9ヶ月の滞在を経て、音楽という夢を見つけたTEEは、日本でミュージシャンとして挑戦していくことを決意した。
帰国後、地元広島の路上やクラブで演奏した「DON’T CRY HIROSHIMA」（トロントで最初に作った曲）が徐々に話題を呼び、地元フリーペーパーRAMPAGE が開催するイベントではSATOMI'とのスペシャル共演を果たし、AI、Full Of Harmony、JAMOSA といった数々のアーティストのフロントアクトを務めた。
その後活動拠点を東京と広島に移し、2009年7月にはプロデューサー今井了介のレーベルnanorebelよりファースト・ミニ・アルバム『Palette』をリリース。リード曲「Change My Life」がiTunesの今週のシングルに選ばれた。
2010年に入りレコード会社各社争奪の末、ユニバーサルシグマとメジャー契約。「3度のメシより君が好き」で7月にメジャー・デビュー。10月27日にはセカンド・シングル「ベイビー・アイラブユー」、11月17日にはファースト・アルバム「Kido I Raku」をリリースした。とくに「ベイビー・アイラブユー」は全国各地でヘヴィー・プレイされてロング・ヒットを記録。USEN J-POP総合チャートでも2010年9月の初登場以来22週連続チャートインの新記録を打ち立て、着うたダウンロードは70万を超える大ヒットとなった。2011年2月6日に開催された「Billboard JAPAN Music Award 2010」でも、「ベイビー・アイラブユー」で見事「New Artist of the Year 2010」（最優秀新人賞）を獲得し注目を集めた。2011年2月23日リリースのニュー・シングル「電話で抱きしめて」も、着うたフル・デイリー・チャートで初登場2日連続1位を記録。
2013年には『わがまま 遊turing TEE』にて遊助とコラボし、母への感謝の曲を作成した。

## 人物
- 芸名は本名の頭文字から名づけられた[1]。血液型はA型である。

- 楽器は習ったことはなく発声や作曲は独学[2]。メロディは感性の赴くままに鼻歌まじりに作り上げる[2]。

- 好みの女性のタイプは石原さとみと語っている[4]。

## ディスコグラフィ

### シングル
|          | 発売日         | タイトル               | 最高順位 | 最高順位 | 最高順位 | 認定   | 認定       | 認定     | 認定 | アルバム            | タイアップ                                                         |
| オリコン | 発売日         | タイトル               | Hot 100  | RIAJ DL  | CD       | DL     | DL         | DL       |      | アルバム            | タイアップ                                                         |
| オリコン | 発売日         | タイトル               | Hot 100  | RIAJ DL  | CD       | 着うた | 着うたフル | PC配信   |      | アルバム            | タイアップ                                                         |
| -------- | -------------- | ---------------------- | -------- | -------- | -------- | ------ | ---------- | -------- | ---- | ------------------- | ------------------------------------------------------------------ |
| 1st      | 2010年7月21日  | 3度のメシより君が好き  | 150      | －       | －       |        |            |          |      | Kido I Raku         |                                                                    |
| 2nd      | 2010年10月27日 | ベイビー・アイラブユー | 22       | 2        | 6        |        |            | プラチナ |      | Kido I Raku         |                                                                    |
| 3rd      | 2011年2月23日  | 電話で抱きしめて       | 54       | 14       | 5        |        |            |          |      | Baby I Love You     |                                                                    |
| 4th      | 2011年7月27日  | 愛し続けるから         | 87       | －       | －       |        |            |          |      | Baby I Love You     | テレビ東京系ドラマ24 『勇者ヨシヒコと魔王の城』 エンディングテーマ |
| 5th      | 2012年4月11日  | Answer                 | 77       | －       | －       |        |            |          |      | much love           |                                                                    |
| 6th      | 2012年9月12日  | Together ～つながり～  | 137      | －       | －       |        |            |          |      | much love           |                                                                    |
| 7th      | 2012年10月24日 | With You ～ぬくもり～  | 83       | －       | －       |        |            |          |      | much love           |                                                                    |
| 8th      | 2014年4月23日  | オンリーワン           | 43       | －       | －       |        |            |          |      | 5年後のアイラブユー |                                                                    |
| 9th      | 2014年7月30日  | Let it be              | 84       | －       | －       |        |            |          |      | 5年後のアイラブユー |                                                                    |
| 10th     | 2016年6月29日  | 恋のはじまり           | 66       | －       | －       |        |            |          |      |                     |                                                                    |

#### 配信限定シングル
| 着うた | 着うた        | 着うた                           | 着うた   | 着うた | 着うた              |
|        | 配信日        | 作品名                           | 最高順位 | 認定   | アルバム            |
| ------ | ------------- | -------------------------------- | -------- | ------ | ------------------- |
| 1st    | 2009年6月17日 | キミをノせて(TEE feat.YOUNGSHIM) | －       |        |                     |
| 2nd    | 2013年8月7日  | 煙火 -enka-                      | －       |        | オールティーズMusic |
| 3rd    | 2015年2月25日 | フォーエヴァー・マイラブ         | －       |        | 5年後のアイラブユー |
| 4th    | 2015年9月9日  | 5年後のアイラブユー              | －       |        | 5年後のアイラブユー |

### スタジオ・アルバム

#### オリジナル・アルバム
|          | 発売日         | タイトル            | 規格 | 最高順位   | 最高順位 | 認定 |
| オリコン | 発売日         | タイトル            | 規格 | ビルボード |          | 認定 |
| -------- | -------------- | ------------------- | ---- | ---------- | -------- | ---- |
| 1st      | 2010年11月17日 | Kido I Raku         | CD   | 23         | 17       |      |
| 2nd      | 2012年12月5日  | much love           | CD   | 107        | －       |      |
| 3rd      | 2015年9月30日  | 5年後のアイラブユー | CD   | 37         | －       |      |

#### ミニ・アルバム
|          | 発売日         | タイトル            | 規格 | 最高順位   | 最高順位 | 認定 |
| オリコン | 発売日         | タイトル            | 規格 | ビルボード |          | 認定 |
| -------- | -------------- | ------------------- | ---- | ---------- | -------- | ---- |
| 1st      | 2009年7月8日   | Palette             | CD   | －         | －       |      |
| 2nd      | 2011年11月9日  | Baby I Love You     | CD   | 9          | －       |      |
| 3rd      | 2013年10月16日 | オールティーズMusic | CD   | 113        | －       |      |

#### 企画盤
|          | 発売日        | タイトル                              | 規格 | 最高順位   | 最高順位 | 認定 |
| オリコン | 発売日        | タイトル                              | 規格 | ビルボード |          | 認定 |
| -------- | ------------- | ------------------------------------- | ---- | ---------- | -------- | ---- |
| 1st      | 2015年4月22日 | Tee time ～コラボ・ベスト～           | CD   | 70         | －       |      |
| 2nd      | 2017年9月6日  | MASTERPIECE 〜THE WORLD BEST COVERS〜 | CD   | 37         | －       |      |

### ミュージック・ビデオ
| 年     | ビデオ                                       | 監督            |
| ------ | -------------------------------------------- | --------------- |
| 2009年 | Change My Life                               |                 |
| 2010年 | 3度のメシより君が好き                        |                 |
| 2010年 | ベイビー・アイラブユー                       | 三木孝浩        |
| 2011年 | 電話で抱きしめて                             | 月川翔          |
| 2011年 | 愛し続けるから                               | 大喜多正毅      |
| 2011年 | ベイビー・アイラブユー（love with シェネル） | 原裕也          |
| 2012年 | TEE with Crystal Kay 「Answer」              | 井上強          |
| 2012年 | Together ～つながり～                        | Yu-ya HARA      |
| 2012年 | With You ～ぬくもり～                        | Yu-ya HARA      |
| 2013年 | ハッピー☆ブギ                                | 横尾初喜        |
| 2014年 | オンリーワン                                 | tatsuaki        |
| 2015年 | 5年後のアイラブユー                          | 浅川英郎        |
| 2016年 | 恋のはじまり                                 | 山田孝之        |
| 2017年 | Despacito                                    | Ryo Skire Ogawa |
| 2017年 | See You Again                                | 片岡功裕        |

### 参加作品
1. SPICY CHOCOLATE「渋谷 RAGGA SWEET COLLECTION 2」（2012年9月5日）
  - [DISC-1] 10. ずっと feat. HAN-KUN & TEE
2. HIPPY「I’m HIPPY」（2015年4月15日）
  - 2. 君を想う日々の中で feat. TEE
3. HIPPY「HIPPY DO IT！！」（2015年12月9日）
  - 2. NICE TO MEET YOU feat. TEE
4. HIPPY「HomeBase 〜ありがとう〜」（2017年3月29日）
  - 3. きんさいや / TEE & HIPPY
5. HIPPY「夜明け -Be Alive-」（2015年4月15日）
  - 7. dear DREAMER（with TEE） ※広島ホームテレビ「令和2年夏季広島県高等学校野球大会」テーマ曲 / GAORA「ファイターズキャンプLIVE 2021」テーマ曲 / 読売ジャイアンツ 田中豊樹 登場曲
  - 8. カケヌケロ（with TEE） ※お好み焼き屋「電光石火」CMソング
6. TEE & HIPPY（2024年3月27日）
  - AMAZING LIFE ※広島東洋カープ 小園海斗 登場曲